# 日光山縁起
『日光山縁起』（にっこうざんえんぎ）とは、栃木県の日光山にまつわる神々についての縁起を記したもの。上下二巻、本地物のひとつ。

## 梗概

### 主な登場人物
- 有宇中将＝日光権現（男体権現）…本地は千手観音
- 朝日の君（朝日長者の娘）＝女体権現…本地は阿弥陀如来
- 青鹿毛（中将の乗っていた馬）→馬頭御前（有宇中将と朝日の君の間の子。青鹿毛の生まれ変わり。のちに中納言となる）＝太郎大明神（太郎権現）…本地は馬頭観音
- 雲上（有宇中将の飼っていた鷹）…本地は虚空蔵菩薩
- 阿久多丸（中将の飼い犬）…本地は地蔵菩薩
- 小野猿丸（馬頭御前の子。原文の中では「猿丸大夫」とも呼ばれる）…本地は勢至菩薩
- 朝日長者
- 大将（有宇中将の父）
- 有宇中将の母
- 有成の少将（有宇中将の弟）
- 赤城大明神
- 鹿嶋大明神

### 上巻
（上巻の冒頭には日光山の神である日光権現の威徳について述べるが、その由来について記された物がわずかに仮名で記した縁起一巻のみで、その内容を絵によってここに紹介するという趣旨の文章がある）

#### 有宇中将と朝日長者
その昔、都に有宇（ありう）中将という人がいた。才芸優れた公家であったが、鷹狩が大好きで朝廷の務めを疎かにし帝の怒りに触れたので、有宇中将は野山にその姿を隠そうと、飼っていた雲上という名の鷹と犬の阿久多丸のほかは供も連れず、青鹿毛という馬に乗ってひとり都を去っていった。
中将が青鹿毛の歩むに任せて道を行くと、やがて東国下野国の二荒山に至った。その野原をなおも行くと三日目に、由緒ありげな館が目の前に現れる。土地の者にいかなる者の館かと尋ねると、「朝日長者という東国では隠れも無い有名なお方です」と答えた。さらにいうことには、朝日長者には十四になる姫君がひとりいるという。中将はその姫君に興味を持ち、話を聞いた土地の者のつてで、姫君に恋文を届けさせた。姫君の母や父朝日長者はその文を見て、「これはただ者ではない」と館に招き入れると、案に相違せずその立派な姿に長者は満足し、中将を婿に迎え入れたのだった。

#### 妻離川
中将と姫君は仲良く暮し、六年が経った。一方都では有宇中将が突然姿を消したので、中将の両親の嘆きはひとかたではなかった。そのころ中将も夢に母親が出て、「おまえのことを思うあまりに私は死んでしまった」というので都が恋しくなり、ひとまず都へ帰る事となった。姫君は自分も連れて行ってほしいと中将に頼んだが、「今回はつれては行けない」という。姫君は中将に、「途中で妻離（つまさか）川という川があるが、その川の水を飲むと夫は二度と妻には会えないといわれているので絶対に飲まないでください」と言った。中将は来たときと同じように、鷹の雲上と犬の阿久多丸を連れ、青鹿毛に乗り長者の館を出て都へ向った。
中将が青鹿毛に乗って道を行くと、妻離川に至った。だが川を目の前にして中将は喉の渇きに抗えず、ついに川の水を飲んでしまう。ところが具合が悪くなり、中将は川の側の野辺に五日も病み臥せる。
それから中将はなんとか容態を持ち直したが、「自分の命はもうながくはないと思われる。心静かになれるところに私を連れて行け」と青鹿毛に命じたので、青鹿毛は二荒山の山中に中将を連れて行った。中将はそこで母と姫君に宛てて文を書き、青鹿毛を都に、雲上を姫君のもとにとそれぞれ文を届けに行かせた。
一方姫君は中将のことが気になりついに館を出て、妻離川に至ると、雲上が現れ文を落とした。姫君はそれを見て返事を書き、それを雲上に持たせて中将のところへ行かせた。

#### 阿武隈川
そのころ都では、中将の母は亡くなっていた。そこに中将の乗っていた青鹿毛が、母宛の文を付けて現れる。中将の父である大将がその文を見ると、この世の暇を述べた和歌なのでその嘆きはたとえようもない。
有宇中将には有成の少将という弟がいたが、中将を探すために父大将に暇乞いをし、青鹿毛に乗りその歩みに任せると、はたして中将のところに行き着いたが、すでに中将は亡くなっていた。かたわらには姫君の返事もある。少将はこの有様を見て嘆き悲しんだが、姫君の文を見てこの女の行方を尋ねようとまた道を行くと、妻離川で姫君に出会った。少将は自分が中将の弟であることを話し、せめて亡くなった中将の遺体を見せたいと姫君を馬に乗せて連れて行った。これにより妻離川を、「あふ（会ふ）くま川」（阿武隈川）と呼ぶようにはなったのである。

### 下巻

#### 閻魔王
さて有宇中将は死後、閻魔王のいる閻魔王宮にいた。ところがさらにそこに現れたのは、中将の母と妻の姫君だった。ふたりは互いの姿を見て、涙を流す。閻魔王に仕える倶生神は、「この二人の女はまだ死ぬべき時ではないので、娑婆に返す。しかし有宇中将はその寿命が尽きている。この上は浄玻璃の鏡を以って地獄に落ちるかどうか罪を糺そう」といって浄玻璃鏡を覗いた。そこに映ったものとは…
有宇中将の前世は、二荒山の猟師だった。その猟師の母は山に入り薪や木の実を採り、猟師は鹿を狩るために山に入った。或る時、母は寒さを防ぐために鹿の毛皮で出来た着物を着て山に入ったが、息子の猟師はそれを鹿と見誤って母を弓で射てしまったのである。猟師は、「このように貧しい暮しをしていなければ山に入る事もなく、こんな目にあう事もなかったのに」と嘆き悲しんだが、母親は息絶えた。猟師は次のように思った。「願わくば自分はこの山の神となり、何度生まれ変わろうとも自分たちのように貧苦にあう者を助けよう」と。
閻魔王は猟師が立てたこの願いを聞き届け、これを果たさせるために中将を娑婆へと蘇らせた。（このあと蘇った中将は姫君に再び現世で会い、朝日長者のもとでまた暮らしたと思われるが、原文にはその記述が無い）

#### 馬頭御前と小野猿丸
中将が蘇ってその後、姫君は懐妊し男子をひとり生んだ。その名を馬頭御前という。中将は都に帰ると大将に昇進し、朝日長者には陸奥国を治めさせた。馬頭御前は七歳になって都に上り、十五歳には少将に、それからほどなくして中納言にまで出世した。
そののち、馬頭御前こと中納言はまた東国に下り、朝日長者のもとにいたことがあったが、その時朝日長者に仕える侍女に男の子を産ませていた。しかしその子はあまりにも容貌が醜かったので、中納言は都に上らせなかった。中納言の子は奥州小野という所に住み、名を小野猿丸と称した。猿丸は弓の名手となり、飛ぶ鳥だろうと地を走る獣だろうと、射られない物はなかった。

#### 日光権現と赤城大明神の争い
さて、有宇中将は大将になっていくばくもなく、神とあらわれて下野国の鎮守すなわち日光権現となったが、日光権現と上野国の赤城大明神は互いの神域に接する湖（中禅寺湖）をどちらのものにするかで度々争った。しかしなかなか決着がつかなかった。日光権現は鹿嶋大明神を呼んで、この事について相談した。すると鹿嶋大明神は、「あなたの孫に猿丸大夫（小野猿丸）という弓の名人がいるから、彼を頼みにしてはどうか」という。
そこで女体権現が姿を鹿と変え、みちのくのあつかし山（厚樫山）へと赴き猿丸大夫を見つけたが、猿丸は鹿の姿の女体権現を見てよい獲物がいたと、そのあとを追っていった。女体権現は猿丸を日光山まで誘い入れると姿を消し、代わって日光権現が現れ猿丸大夫に次のように言った。「自分は満願権現（日光権現の別号）である。上野国の赤城大明神が、わが国下野の湖や山を奪おうとしているので、汝は弓においては天下無双の聞えあれば、我らに力を貸してはくれないか」と。猿丸大夫はこれを了承した。

#### 猿丸大夫の活躍
そのあくる日はいよいよ決戦の日となった。日光権現は大蛇の姿となり、その従える神兵は雲霞のごとく飛び出す中で、猿丸大夫は櫓を立て、その上から敵が来るのを待ち構えていた。すると湖に、大きな百足に姿を変えた赤城大明神が現れる。猿丸大夫はその百足めがけて矢を射ると、矢は百足の左目に命中した。百足はそのまま退散し、戦いは日光権現が勝利した。
日光権現は猿丸の働きに感じ入り、「汝の働きでこの国を守ることが出来た。汝はそもそもわが孫に当たるから、今からこの国を汝に譲る。わが子太郎大明神（馬頭御前）とともにこの山の麓の人々を助け守るがよい。そして汝をこの山の神主としよう」といったので、猿丸は喜びのあまりに舞い踊り歌を唄った。それで湖の南の岸をうたの浜（歌ヶ浜）とはいうのである。
すると、空から紫の雲が降りてきて、その雲の中より一羽の鶴が現れた。その羽の上には左に馬頭観音、右に勢至菩薩が現れていると見るや、鶴は女の姿に変じて猿丸に次のように告げた。「馬頭観音は太郎大明神、勢至菩薩は汝猿丸の本地である。汝は恩の森（不詳、小野のことだろうともいう）の神となって衆生を導くがよい」と。鷹の雲上は本地虚空蔵菩薩、阿久多丸は地蔵菩薩、青鹿毛は実は馬頭御前（太郎大明神）に生まれ変わり、さらに馬頭観音として現れた。有宇中将は男体権現その本地は千手観音、またその妻の姫君は女体権現にして阿弥陀如来の化身である。のちに太郎大明神は下野国河内郡の小寺山（現在の宇都宮二荒山神社近くの下宮山）に鎮座して、若補陀落大明神と号し人々の尊崇を集めたのである。

## 解説

### 上巻の特徴と疑問点
この『日光山縁起』は室町時代後期の成立といわれている。『日本思想大系』に収録される本文を見ると、しかし疑問に思われるところがいくつかある。
下巻冒頭では死して地獄の閻魔宮に行った有宇中将の前に、母と姫君が現れるのであるが、母親のほうは上巻において死去していることが記されているものの、姫君については死んだなどという記述は無い。上巻の末尾では有成の少将が姫君を青鹿毛に乗せ亡くなった有宇中将の所に連れて行こうとし、ついでに阿武隈川の名の由来も述べて巻を終えている。その原文は「…われは身をやつしつゝ、旅人なんどのやうにてともなひ申させ給（ひ）けり。それより妻離（つまさか）川をあふくま川とは申せり」とある。しかし「身をやつし」とは有成少将のことであるが、なぜ身をやつす必要があったのか、その理由は記されない。 
また有宇中将は上巻の中で三たびほど人に宛てて文を書いているが、上の梗概では略したがこれはすべて和歌である。そして二荒山で最期を迎える時にも辞世の和歌を詠んで事切れる。下巻の内容が小野猿丸が活躍する神仏の縁起譚という趣が強いのに対して、上巻の内容はどちらかといえば『伊勢物語』や『源氏物語』以来の、王朝物語の流れを汲む貴種流離譚と見られなくも無い。その本文にはなにか憶測をめぐらしたくなるような所がいろいろとあるが、この縁起自体は日光山における山岳信仰を象徴するもののひとつであることは間違いないといえよう。なお本文に「是を後素にあらはす」とあり「後素」とは絵画のことを指すので、当初この縁起は絵巻物か垂迹曼荼羅に類する絵を説く際の詞章として作られたと見られる。

### 「猿丸」の伝説

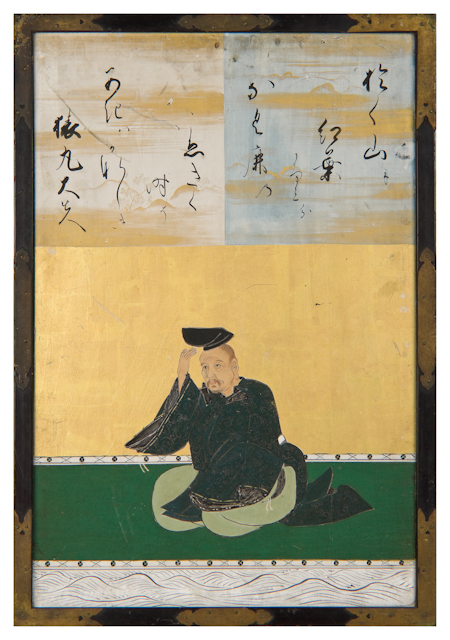
『日光山縁起』に登場する「小野猿丸」と同一人とされる猿丸大夫。「三十六歌仙額」（狩野探幽筆）より。

下巻に登場する小野猿丸という人物の由来は古いらしく、南北朝時代に成立した『神道集』の「日光権現事」には、「往昔ニ赤城ノ大明神ト諍（アラソヒ）ツ、唵佐羅麼ヲ語（カタラヒ）…」とあり、この「唵佐羅麼」を「オンサラマ」と読みこれが小野猿丸のことだという。文明16年（1484年）の年紀がある『宇都宮大明神代々奇瑞之事』にはその名を「温左郎麿」（おんのさろうまろ）とするので、「唵佐羅麼」の「麼」とは「麿」の誤写の可能性もあるが、いずれにしても小野猿丸という名前そのままではないようである。ちなみに宇都宮二荒山神社は祭神を太郎大明神とするが、祭神はこの小野猿丸であるという伝承があったことを林羅山著の『二荒山神伝』他は記している。
南会津地方では弓の名手である猿丸は、日光権現を助けた猟師の始祖であり守り神であるという信仰があり、その地方の猟師は猿丸の子孫と称し、これを祀ることがあったという。また鎌倉時代後期の成立といわれる『続古事談』の巻第四には、「宇都宮は権現の別宮也。狩人、鹿の頭を供祭物にすとぞ」という記事がある。宇都宮とは宇都宮二荒山神社のことで、この社に狩人が獲物の鹿の首を祭の供え物として奉納していたということである。『日光山縁起』も含めこれらからは、狩人すなわち猟師たちには宇都宮はもとより日光山に対する信仰が古くからあり、そして日光山をめぐる伝説の中に自分たち猟師の代表として、「小野猿丸」（もとからこの名だったという保証はないが）という人物を形成していったと見るのは容易である。
この猿丸は『日光山縁起』の本文でも見られるように、民間伝承では三十六歌仙の猿丸大夫と結び付けられる。猿丸大夫は『古今和歌集』の真名序（漢文の序）にその名が出てくるほかは一切が不明の人物である。しかし小野猿丸というのが当初からの名ではなく、古くは「唵佐羅麼」（或いは「唵佐羅麿」）ともまた「温左郎麿」とも称したのであれば、同じ「猿」つながりでの後付けによる付会の可能性が高いといえる。なんにせよ小野猿丸は伝説上の人物であり、その実在を確認することはできない。